# Гумельницька культура

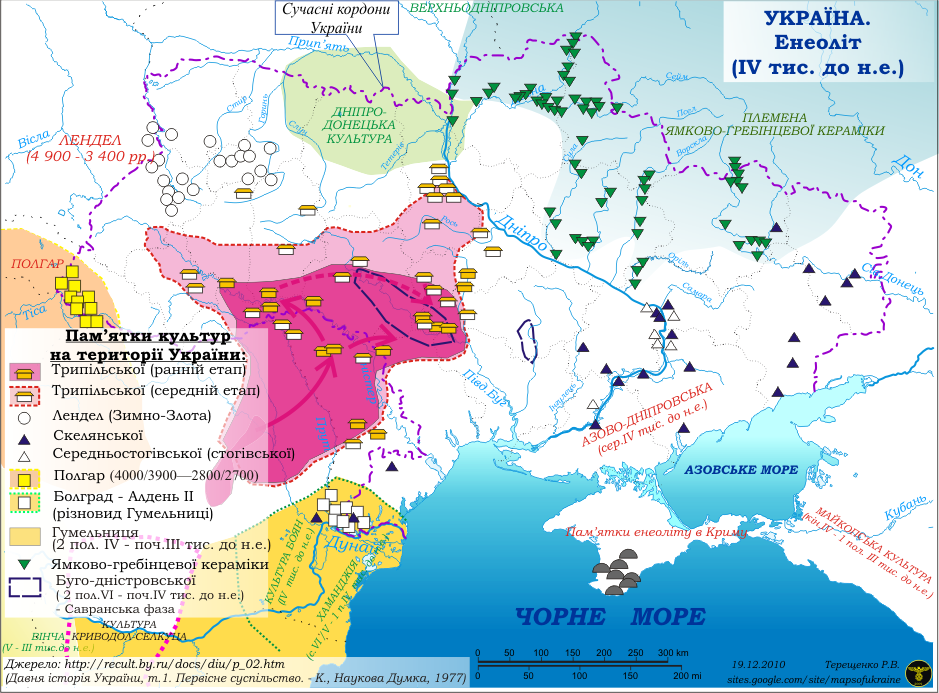
Гумельницька культура 3500-2800 роки до Р.Х.

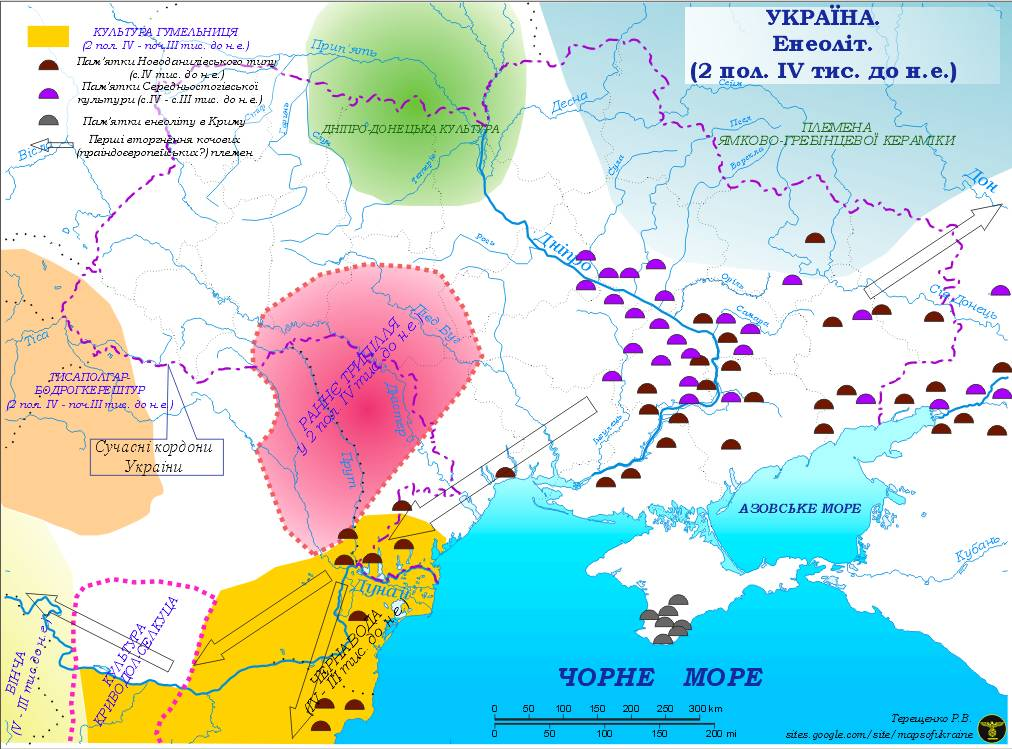
Гумельницька культура у 2-ій половині 4 тисячоріччя до Р.Х.

Гумельницька культура, Гумельниця, Коджадермен — Караново VI — Гумельниця, культура Гумельниця-Караново, Коджадермен-Караново VI — археологічна культура осіло-землеробських племен епохи енеоліту початку 2-ї половини 5 тисячоліття до н. е. Балкано-Дунайського регіону. 
Була поширена в другій половині 4 — початку 3 тисячоліття до н. е. в основному в північній і південно-східній Болгарії і південно-східній Румунії. 
Назву отримала від назви села, на стоянці Гумельниця (рум. Gumelniţa) на Дунаї, відкритої румунським археологом В. Думітреску в 1924 році. Виявлена також на півдні Молдавії і в Одеській області. 

## Хронологія та поширення
За даними радіовуглецевого аналізу датується другою половиною IV — початком III тис. до н. е.. 
Гумельницька культура названа по теллю Гумельниця в Румунії, на лівому березі Дунаю, 
відкритої румунським археологом Володимиром Думітреску в 1925 році. 
Поширена у північній та південно-східній Болгарії, в історичних областях Мунтенія (Валахія) та Добруджа південно-східній Румунії та у Фессалії на північному сході Греції. 
Виявлено також на півдні Молдови та в Одеській області України. 
У Болгарії називається Коджадермен-Караново VI. 
Входить до спільності (блок культур) Коджадермен-Гумельниця-Каранове VI
(Коджадермен-Гумельниця-Караново VI-Варна), яка виникла в період раннього енеоліту, на початку IV тис. до н. е. одночасно з однією з ранніх фаз трипільської культури, і розвивалася одночасно з періодами Прекукутень 3 - Кукутень A. 
У зоні контактів носіїв гумельницької культури з прекукутенськими племенами склався культурний комплекс, який отримав назву Гумельниця-Алдень, Алдень 2 або Стойкань-Алдень 
.
Гумельницька культура занепадає наприкінці III тис. до н. е., після чого для більшості її пам'яток спостерігається горизонт руйнування в кілька сотень років, перш ніж ті ж місця заселяються вже носіями нової культури.

## Характеристика
У рамках гумельницької культури виділяють дві фази: Гумельниця A та B, які поділяються кожна на дві стадії.
Знайдено численні багаторівневі теллі, утворені при руйнуванні будинків поселень, а також одношарові поселення на мисах та невеликих островах. Деякі поселення захищені валами та ровами. 
Населення гумельницької культури мешкало у наземних прямокутних будинках. 
Характеризується масивними мідними інструментами та предметами зброї. 
Знайдені мідні сокири-молоти, сокири-мотики, долота та шила, крем'яні наконечники стріл та копій. 
З кам'яних знарядь — масивні тесла, довгі (до 30 см) ножеподібні пластини та плоскі сокири. 
Знайдені кістяні шила, ножі та долота, мотики з рогу. 
Кераміка — груба, сіро-чорна полірована, червоно-коричнева та сіро-жовта. 
Знайдено посуд округлої та біконічної форми з невисоким віночком, миски, глеки, амфорки, котли, посуд для зберігання запасів. 
Кераміка дуже різниться регіонально і має поділ на низку місцевих груп. 
Їдальня посуд чорнолощений, рідше коричневий або червонуватий, з графітним, іноді в поєднанні з червоним і білим геометричним розписом (спіралі та інші візерунки), антропоморфні, зооморфні судини, судини у формі моделей будинків і печей. 
На початку фази Гумельниця A2 у Нижньому Подунав'ї з'явився найдавніший розпис золотом , є врізний орнамент. 
Знайдено антропоморфну пластику (скульптури) з глини, мармуру та кістки, а також зооморфну пластику переважно з глини. 
Знайдені ідоли з глини, кістки, золота, золоті прикраси, 
характерні прикраси — мідні шпильки зі спіральною та лопатообразною головкою.
Господарство засноване на заплавному мотижному землеробстві та придомному тваринництві.
Знайдено ґрунтові могильники та поховання на островах. Переважають поховання в скрученому на боці положенні.
Ймовірно, що гумельницька культура походить від культур Боян, Мариця та Караново V. 
У Румунії на місці гумельницької культури сформувалася культура Чернаводе.
Гумельницькій культурі близька культура Селкуця-Криводол.
Пам'ятником гумельницької культури є телль (măgură) «Горгана» (Gorgana) заввишки 9 м біля села П'єтреле на Нижньому Дунаї, на півдні Румунії, за 41 км на південь від Бухареста. 
Нові дослідження телля почалися в 2002.

## Антропологічний тип
Антропологічно населення гумельницької культури за даними могильника (64 скелети) на місці колишнього озера Боян біля села Верешті, жудець Келераші, Мунтенія, Румунія було поліморфним (змішаним). 
Поряд із вузьколицьким середземноморським компонентом до її складу входили також мезокранні та брахікранні варіанти з ширшим обличчям, які утворилися в результаті змішування зі степовим протоєвропеоїдним типом.

## Гумельницька культура в Україні
В Україні презентована невеликим анклавом пам'яток Болград-Алдень у Нижньому Подунав'ї; відомо 19 поселень, із них досліджувалися Болград, Озерне (село в Ізмаїльському районі) та «Нагірне II» (с. Нагірне в Ренійському районі).
Зазначене поселення площею 1-10 га займало переважно високі береги озер, були забудовані глинобитні будинки з заглибленою долівкою, на їхній території розкопано багато господарських ям. 
Населення культури Гумельниця жило в наземних прямокутних будинках. Поселення після руйнування утворило невисокі пагорби — тепе. Знаряддя праці з добрудзького або дністровського каменю та кременю: мідні сокири й шила; кременеві наконечники стріл і копій і плоскі кам'яні сокири; кістяні шила і долота. Ліпний посуд високоякісний, типовими є тарні горщики з грубого тіста та різноманітні тонкостінні лисковані орнаментовані посудини. Кераміка — груба, сіро-чорна полірована, червоно-коричнева і сіро-жовта. Знайдено антропоморфні посудини, ідоли з глини, кістки, золото, прикраси — мідні шпильки зі спіральним і лопатоподібної голівкою. Характерні орнаментовані теракоти, різноманітні теракотові культові речі. Крім кременю, вживаються мідь і золото.